# 蓝坊镇 (高安市)
蓝坊镇，是中华人民共和国江西省宜春市高安市下辖的一个乡镇级行政单位。

## 行政区划
蓝坊镇下辖以下地区：
单圩街社区、汉塘村、蓝坊村、魏家村、兴仁村、先岗村、漆溪村、新社村、长坪村、长乐村、万石村、坑上村、塘坊村、铜湖村、石牌村和三孙村。